# Rapport spécial du GIEC sur le changement climatique et les terres émergées

Le Rapport spécial du GIEC sur le changement climatique et les terres émergées ou Rapport spécial sur le changement climatique, la désertification, la dégradation des terres, la gestion durables des terres, la sécurité alimentaire, et les flux de gaz à effet de serre dans les écosystèmes terrestres (SRCCL) est un rapport spécial publié par le Groupe d'experts intergouvernemental sur l'évolution du climat (GIEC). Le rapport a été approuvé le 7 août 2019 à Genève en Suisse. Il a été commandé au GIEC en décembre 2016 par la Conférence de Paris de 2015 sur les changements climatiques. Il a été élaboré dans le but de « fournir au gouvernement un guide scientifique faisant autorité » pour faire face au changement climatique.

## Principales déclarations
La sécurité alimentaire mondiale est menacée par une hausse de 2 °C de la température moyenne mondiale. Des mesures urgentes doivent être prises contre la désertification des terres qui aggrave la pauvreté, les déforestations qui contribuent à laisser davantage de gaz à effet de serre s’accumuler dans l’atmosphère, le gaspillage alimentaire qui représente plus de 25 % de la production. 
Agir maintenant réduit les risques et les pertes. Plus nous tardons à agir, plus nous prenons le risque de franchir des points de non-retour, plus la dégradation des terres peut devenir irréversible dans certaines régions. Plus nous prenons le risque que la mise en œuvre des solutions préconisées devienne moins efficace. Par exemple, le potentiel de stockage de carbone dans les sols diminue avec l’augmentation de température, car on estime que les émissions par la végétation et les sols augmenteront plus que l’absorption de CO2 par photosynthèse.
L’amélioration de la gestion des systèmes agricoles, pastoraux et des parcs forestiers, le déploiement de l’agroforesterie, une meilleure gestion des feux, sont des options permettant non seulement de réduire les émissions de CO2 mais également de stocker du carbone durablement dans les sols.
Les régimes alimentaires comportant une forte proportion de céréales, de noix, de légumes et de fruits de saison ont généralement une empreinte carbone inférieure à celle de la viande. De nouveaux régimes alimentaires peuvent donc avoir un impact positif sur l’atténuation du changement climatique.
Les nouvelles technologies (applications sur les téléphones portables, imageries par drones, serveurs partagés) doivent être utilisées pour des systèmes d'alerte des évènements extrêmes et des dégradations environnementales.
La plupart des options proposées pour atténuer le changement climatique, pour lutter contre la désertification, la dégradation des terres ou pour améliorer la sécurité alimentaire ont des retombées positives et très peu de conséquences négatives. Néanmoins, certaines solutions, si déployées à grande échelle, posent des risques de dégradation des terres et de sécurité alimentaire car elles seront alors déployées sur des terres fertiles. Ces mesures d’adaptation sont très spécifiques au contexte géographique, pédologique, hydrologique, économique, financier, sociétal et culturel. Le rapport indique un besoin de formation, des agriculteurs et autres acteurs de terrain, aux pratiques de gestion durable des terres ainsi qu’aux différents facteurs de dégradation des terres.

## Couverture médiatique
Une large couverture médiatique en Occident, en particulier l'AFP, Reuters, The Times, Frankfurter Allgemeine, Economía Digital, se concentre sur la baisse de consommation de viande. L'AFP résume ce message « Il ne s'agit pas de devenir forcément végétariens mais de changer nos habitudes de consommation en tenant compte des spécificités de chaque pays ».
Max Boykoff, directeur du Centre de recherche sur les politiques scientifiques et technologiques (CIRES), déplore que cette communication laisse de côté les responsabilités des entreprises et la nécessité de changer nos pratiques agricoles et la gestion des forêts.
Le New York Times explique que les sols se dégradent 10 à 100 fois plus vite qu'ils ne se forment, menant à une désertification accrue.
Pour Olivier de Schutter, ancien responsable du droit à l'alimentation à l'ONU, le rapport est avant tout une approbation de l'agro-écologie. Il déclare au Monde que l’humanité doit se détourner des engrais et des pesticides et adopter des méthodes biologiques.
L’agence de presse officielle chinoise Xinhua, l’agence de presse officielle chinoise, déclare : «Le rapport de l’ONU souligne que la dégradation des sols aggravera le changement climatique».
Alors que des feux de forêt record ravageaient la Sibérie, l'agence de presse russe Interfax met l'accent sur l'augmentation des risques pour la sécurité alimentaire et la nécessité de réduire la consommation de viande tandis que Greenpeace Russie diffuse un communiqué de presse intitulé «L’ONU reconnaît que les incendies dans des zones naturelles constituent une menace pour le climat». 
Bien qu’il s’agisse du premier rapport du GIEC avec une majorité d’auteurs du monde en développement, peu de journaux dans les pays les plus pauvres lui consacrent une place.  
En Inde, le Business Standard couvre d'abord une fuite du rapport sur les risques pour la sécurité alimentaire en particulier pour les pays comme l'Inde. Puis The Times of India et India Today titrent finalement sur le régime végétarien conseillé.
Le journal brésilien Folha de S Paulo explicite la concurrence entre la production de nourriture et l'utilisation des  terres visant à réduire les émissions grâce aux plantations forestières et aux agro-carburants.
En Tanzanie, The Citizen exhorte le gouvernement à contrôler le défrichement pour l'agriculture et préconise «des mesures punitives strictes contre la destruction des forêts naturelles».
La Thomson Reuters Foundation, une organisation caritative, se concentre sur la conclusion du rapport concernant le rôle crucial des peuples autochtones dans la conservation des terres et du climat.